# Acteon liostracoides
Acteon liostracoides är en snäckart som beskrevs av Dall 1927. Acteon liostracoides ingår i släktet Acteon och familjen Acteonidae. Inga underarter finns listade i Catalogue of Life.